# Wim Bravenboer
Wim Bravenboer (* 7. September 1946 in Den Haag; †  April 2025 in Oud-Beijerland) war ein niederländischer Radrennfahrer.

## Sportliche Laufbahn
Bravenboer war Straßenradsportler. Er wurde 1969 Mitglied der Nationalmannschaft der Amateure, nachdem er Zweiter in der nationalen Meisterschaft im Straßenrennen hinter Ben Janbroers geworden war. Er wurde für die Straßenradsport-Weltmeisterschaften in jener Saison selektioniert.
In der Olympia’s Tour 1970 gewann er eine Etappe und wurde beim Sieg von Ludo van der Linden Dritter der Belgien-Rundfahrt für Amateure. In der Tour of Scotland kam er auf den 4. Gesamtrang. 20 Siege waren die Bilanz der Saison 1970 für ihn. 1967 wurde er Zweiter der Ronde van Overijssel, 1970 Zweiter Ronde van Midden-Nederland.
Bravenboer wurde im Sommer 1970 Berufsfahrer im Radsportteam Flandria und blieb bis 1972 aktiv. Bis auf einige Kriterien hatte er als Radprofi keine Erfolge.